# Gertrud Piper
Gertrud Piper (ur. 2 kwietnia 1886 w Królewiec, zm. 8 lipca 1970 w Monachium) – niemiecka malarka i publicystka.

## Życiorys
Urodziła się w Królewcu, w rodzinie Augusta Englinga, urzędnika sądowego, i Anny z domu Apfelbaum. W 1889 rodzina przeniosła się do Bisztynka. Tam Gertrud w wieku 6 lat rozpoczęła naukę w szkole podstawowej. Gdy miała 8 lat, ojciec został przeniesiony służbowo do Braniewa, tam też zamieszkała na następne 10 lat ich rodzina. Gertrud kontynuowała naukę w ewangelickiej szkole dla dziewcząt Höhere Töchterschule (później połączoną z Elisabethschule).
Aby wspierać talent artystyczny córki, ojciec zgodził się za namową córki przenieść do Królewca. Gertrud wstąpiła tam do Akademii Sztuk Pięknych. Nauki pobierała u takich malarzy jak Olof Jernberg czy prof. Otto Heichert. Po pięciu latach studiów w Królewcu przeniosła się do Monachium, gdzie rytownicy Heinrich Wolff oraz Ernst Neumannem prowadzili szkołę grafiki. W tamtejszej szkole artystycznej uczyła się rysunku pod okiem Maxa Feldbauera oraz Juliusa Seylera. W Monachium zaprzyjaźniła się z malarką Käthe Wolf-Sattler. Ta zabrała swoją przyjaciółkę na urodziny młodego i energicznego wydawcy Reinharda Pipera. Młoda Gertrud wywarła na Piperze tak wielkie wrażenie, że 20 czerwca 1910 roku w Królewcu para wzięła ślub. Po ślubie odbyła się długa podróż do Monachium przez Marienburg, Berlin, Kassel i Würzburg. Później były podróże do Włoch i Austrii. Para uzupełniała się pod względem artystycznym, i to zarówno na niwie malarskiej, jak też literackiej. Ich wspólnym staraniem została wydana powieść „Auf dem weißen Felsen“ (Na białym kamieniu) Anatole France, której tłumaczenia na język niemiecki dokonała Gertrud (wydanie pierwsze 1910, wznowienia 1922 oraz 2023). Ponadto wykonała ilustracje do książki „Bauernerotik und Bauernfehme in Oberbayern“ Georga Queri. Jako osoba pochodząca z Prus Wschodnich miała wpływ na publikowanie przez wydawnictwo Piper & Co. również innych publikacji o tym regionie, jak „Das schöne Ostpreußen“ (1915) czy „‚Stadt- und Landhäuser in Östpreußen“ (1918).

### Życie osobiste
Ze związku Gertrud i Reinharda Pipera urodziło się troje dzieci: Klaus (1911–1920), później również jak ojciec znany wydawca, Martin, który był utalentowany muzycznie, i Ulrike (po mężu Puttkamer, 1923–2005), która została tłumaczką i publicystką.